# Beneath the Darkness
Beneath the Darkness è un film del 2011 diretto da Martin Guigui.

## Trama
Ely Vaughn è un nativo del Texas che nasconde un oscuro segreto. Ex stella quarterback, Ely lavora ora come impresario di pompe funebri. Scoperto che la moglie Rosemary lo tradisce con l'insegnante di liceo David Moore, Ely la uccide ma invece di seppellirne il corpo decide di nasconderlo in casa. Poi rapisce il professor Moore mentre sta facendo jogging e lo seppellisce vivo.
Due anni dopo.  Un gruppo di ragazzi composto da Travis, Abby, Danny e Brian vedono da una finestra della casa Ely ballare con il cadavere della moglie. Convinti di aver visto un fantasma i giovani entrano in casa dell'uomo per scoprire cosa nasconde e finiranno col trovare il corpo di Rosemary. Sorpresi dal proprietario di casa, i ragazzi si danno alla fuga ma uno di essi, Danny, viene spinto da Ely giù dalla scale e si rompe l'osso del collo. Ely decide di non sporgere denuncia e la polizia non crede alle accuse che i giovani muovono contro l'uomo ritenuto da tutti persona rispettabilissima.
Travis e la sua ragazza Abby decidono quindi di mettersi alla ricerca di una prova che Ely è un pazzo che ha ucciso Danny. Entrati nuovamente nella casa dell'uomo, i due giovani sono catturati da Ely. Travis riesce a fuggire ma viene ferito da un colpo di pistola esplosa da Ely; mentre Abby viene nascosta all'interno di una bara sepolta nel cortile di casa.
All'ospedale un medico informa la polizia, la quale che decide di tenere sott'occhio Travis. Il ragazzo riesce a fuggire con l'aiuto dell'amico Brian e torna nella casa di Ely per confrontarsi con lui e salvare la sua ragazza.
Ely cattura Travis e porta i due giovani al cimitero, dove intende seppellirli vivi. Giunti sul luogo Ely costringe Travis a scavarsi da solo la fossa. Abbie riesce nel frattempo a liberarsi e a fuggire. Dopo aver indossato i vestiti di Rosemary, fa ritorno al cimitero dove rimprovera Ely di averla uccisa. Ely, sconvolto, resta impietrito davanti a quella che crede essere l'apparizione della defunta moglie. Travis approfitta della cosa e dopo aver attaccato Ely, lo seppellisce vivo.
I due ragazzi fanno ritorno a piedi in città e raccontano tutto alla polizia. Ely viene così rinchiuso in manicomio dove proclama che l'amore fa schifo.

## Produzione
Le riprese hanno avuto luogo a Smithville, nel Texas, per un periodo di 20 giorni.  Le scuole locali sono state utilizzate come location.